# Portal Tomb von Menlough
Das Portal Tomb von Menlough (irisch Mionlach) liegt nur etwa 10,0 m vom südöstlichen Ufer des Lough Corrib etwa 4,0 Meter über der Wasserlinie und 4,6 km von Galway im County Galway in Irland entfernt. Nicht zu verwechseln mit dem Ort Menlough im Osten von Galway.
Als Portal Tombs werden auf den Britischen Inseln Megalithanlagen bezeichnet, bei denen zwei gleich hohe, aufrecht stehende Steine mit einem Türstein dazwischen, die Vorderseite einer Kammer bilden, die mit einem zum Teil gewaltigen Deckstein bedeckt ist.
Der West-Ost orientierten Megalithanlage fehlen der Deckstein und der Endstein. Sie besteht aus den beiden Portalsteinen und zwei seitlichen Steinen. Die Kammer ist etwa 4,0 m lang und 1,5 m breit und im Süden Teil einer Feldmauer. Neben dem nördlichen Portalstein liegt ein verlagerter Stein, der zur Anlage gehört.

## Flankierende Steine
Flankensteine werden ab und zu auf einer oder beiden Seiten vor den Portalsteinen gefunden, was auf einen einfachen Hof oder eine Ante deutet, wie sie auch einige Court Tombs zeigen. Da Portal Tombs, im Gegensatz zu anderen Typen kaum Spuren eines Cairns oder Hügels zeigen, ist dieser Teil wahrscheinlich oft mit dem Hügel abgeräumt worden. Einzelne Flankensteine treten bei Menlough und beim Browneshill-Dolmen im County Carlow in Irland und beim Tirnony Dolmen im County Londonderry in Nordirland auf, während bei Ahaglaslin, im County Cork, niedrige gesetzte Steine vor beiden Portalsteinen liegen und mit weiteren Steinen einen trichterförmigen Zugang formen. Eine halbmondförmige Setzung niedriger Steinen wurde bei Ticloy, im County Antrim in Nordirland gefunden.
Das Portal Tomb von Menlough liegt in den Resten eines unförmigen Cairns.